# Jacinto Castañeda
Jacinto María Castañeda y Pujassons (Játiva, 13 de enero de 1743 - Hanói, Vietnam; 7 de noviembre de 1773) fue un religioso y misionero español en el Extremo Oriente donde, finalmente, fue martirizado y ejecutado.

## Biografía
Ingresó en la Orden de Predicadores en el convento de Santo Domingo de Játiva y, en el año 1761, se trasladó a Manila, en las islas Filipinas, donde terminó sus estudios, siendo ordenado sacerdote en 1765. Posteriormente, fue misionero varios años en Fujian (China), donde fue encarcelado y expulsado. En 1770 fue a Tonquín, aquí volvió a ser perseguido y encerrado tres meses en una estrecha jaula, siendo finalmente decapitado.
Pío X lo beatificó en 1906 y Juan Pablo II lo canonizó en 1988.